# عبد الإله الكاني
عبد الإله الكاني (من مواليد 18 سبتمبر 1987) هو بطل مغربي في ألعاب القوى لذوي الاحتياجات الخاصة، متخصص في رمي الجلة. ولد الكاني بمدينة الدار البيضاء بالمغرب. بدأ مساره الرياضي في كرة السلة على الكراسي المتحركة قبل أن يتحول إلى ألعاب القوى البارالمبية بناءً على توجيهات مدربين.

## مساره
مثل الكاني المغرب في بطولة العالم لكرة السلة على الكراسي المتحركة 2018. وهي المرة الأولى التي يتأهل فيها المغرب لبطولة العالم لكرة السلة على الكراسي المتحركة.
مثل الكاني المغرب في بطولة العالم لألعاب القوى لذوي الاحتياجات الخاصة 2024 وفاز بالميدالية الفضية في مسابقة رمي الجلة فئة F53، برمية بلغت 8.79 مترًا.
في الألعاب البارالمبية باريس 2024، وهي أول مشاركة له في الألعاب البارالمبية، أُعْلِنَ في البداية عن فوزه بالميدالية الذهبية في مسابقة رمي الجلة رجال (فئة F53)  وهي الميدالية الأولى للمغرب وسجل رقماً قياسياً عالمياً جديداً برمية لمسافة 9.22 مترًا وكان ذلك بعد استئناف الوفد الوطني ضد محاولة خاطئة لمنافس جورجي، لكن الوفد الجورجي اعترض لاحقا على قانونية محاولة المنافس غيرا أوتشخكيدزي الذي حقق مسافة 9.66 متر محطماً الرقم القياسي العالمي للمسابقة، مما أدى إلى سحب الميدالية الذهبية من الكاني وحصوله على الميدالية الفضية، بينما ذهبت الميدالية البرونزية للرياضي الإيراني مختاري حيمامي عاي ريزا الذي سجل 8.69 متر.